# Řetězový e-mail

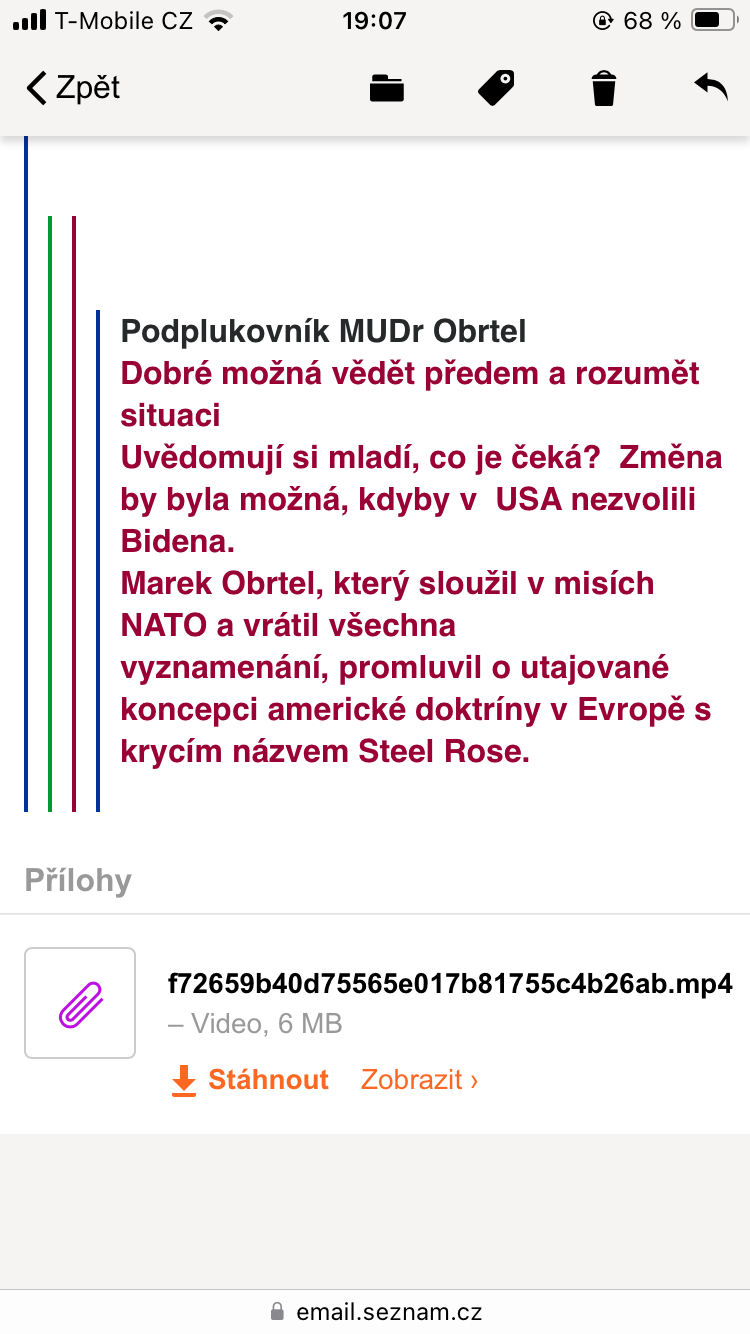
Řetězový e-mail odkazující na neexistující doktrínu NATO (tzv. "Steel Rose"). Zmiňující osobu Marka Obrtela.

Řetězový e-mail je hromadně přeposílaná zpráva, která se exponenciálně šíří prostřednictvím soukromé internetové komunikace. Jejím obsahem jsou často dezinformace, hoaxy a propaganda, provázanost s konkrétní osobou mu dodává mezi čtenáři validitu. Původně se jednalo o obdobu řetězových dopisů, od nich se dnešní (2019) texty řetězových e-mailů odlišují zejména absencí povinnosti přeposlání zprávy spojené se slibem profitu v případě přeposlání a výhrůžky, pokud k přeposlání nedojde. Tvůrci dezinformací, hoaxů a propagandy vyzývají k přeposlání "než to smažou." Nejvíce jsou řetězovými e-maily zasaženi uživatelé internetu starší 65 let. Vzhledem k nízkým uživatelským dovednostem šiřitelů jsou v řetězových e-mailech často hromaděny e-mailové adresy, čehož využívají šiřitelé spamu a počítačových virů.

## Princip řetězových e-mailů
Řetězové e-maily těží z provázanosti s konkrétní osobou, která je rozesílá. Z publikovaných rozhovorů s jejich největšími šiřiteli v České republice vyvstává motivace možnosti šířit vlastní názor, nebo názor, se kterým se ztotožňuji. Provázanost sdělení s konkrétní osobou, kterou znám (např. bývalý spolužák, nebo příbuzný) hraje významnou marketingovou roli, přidává ke sdělení osobní doporučení, a tak může činit řetězové e-maily hybnou silou vedoucí k částečné proměně veřejného mínění. Přeposíláním vzniká na principu sněhové koule skrytá obdoba sociální sítě. Její členové jsou navíc často mimo věkovou skupinu využívající standardní sociální sítě jako Facebook, Twitter nebo Instagram.
Z hlediska obsahu lze řetězové e-maily dělit na: žertovné, vzdělávací, informační. V žertovných e-mailech bývají přeposílány vtipné koláže a obrázky stažené z různých internetových zdrojů. Vzdělávací řetězové e-maily mají většinou formu powerpointových prezentací obsahujících zajímavosti na určité téma. Skupina řetězových e-mailů informační povahy má většinou podobu exkluzivních informací. Do této skupiny patří právě hoaxy, nebo dezinformační a propagandistická sdělení.

## Řetězový e-mail jako prostředek pro šíření dezinformací
E-maily jsou pro některé věkové skupiny zdrojem informací. To je známo i mnoha organizacím, které informují své příznivce prostřednictvím pravidelně hromadně zasílaných e-mailových zpráv např. hnutí ANO. Zásadní výhodou předávání informací prostřednictvím řetězových e-mailů je nulová nutnost argumentovat oponentům, jejichž roli mají například v tradičních médiích zastávat novináři. Čtenář tak může bezvýhradně přijímat marketingové sdělení včetně skrytých oslích můstků nebo argumentačních faulů. U řetězových e-mailů bývá často podceňován jejich dosah, ten se počítá v desítkách tisíc lidí, což je srovnatelné s dosahem celostátního tištěného deníku střední velikosti (např. Lidové noviny).
Předávání informací pomocí řetězových e-mailů pozitivně zhodnotil Andrej Babiš, kdy ve svém facebookovém příspěvku pochválil řetězové e-maily a konkrétně komentoval zprávu od jednoho z uživatelů facebooku, který pravidelně sdílí dezinformační zprávy.
Běžní adresáti řetězových e-mailů, které pracují se stracheDezinformace o pandemii covidu-19m a nenávistí, přeposílají jen malé skupině známých a příbuzných.  Existují ale lidé, kteří pracují se stovkami adres a tisíci přeposlanými e-maily. Další kategorií jsou samotní autoři dezinformací.  V posledních dvou kategoriích jsou překvapivě zastoupeni i lidé starší 80 let. Společnými znaky je často členství v KSČ, vedoucí funkce před rokem 1989 a odmítání demokracie.
Podle výzkumu Starci na netu platí pravidlo, že s přibývajícím věkem uživatelé šíří podstatně více e-mailový spam, než uživatelé mladší. E-maily, které varují před nebezpečím (např. migrace, islám, vakcinace, nejnověji válka, mobilizace českých občanů), rozšiřuje 35 % osob ve věku 55–64 let a 47 % osob starších 65 let, což je čtyřikrát více než u mladších respondentů výzkumu. Podobný nárůst lze u starších věkových skupin pozorovat i v případě přeposílání e-mailů s žertovným obsahem, nebo chytrými doporučeními.
Texty řetězových e-mailů sbírá skupina s názvem Čeští elfové, která je podrobuje fact-checkingu a některé z nich uvádí na pravou míru v pravidelně vydávaných přehledech. Problematice řetězových e-mailů s dezinformačním charakterem se věnuje i Centrum proti terorismu a hybridním hrozbám.
Před volbami do poslanecké sněmovny parlamentu v roce 2021 se objevily řetězové e-maily s nepravdivými informacemi o programu České pirátské strany.

### Řetězové e-maily jako nástroj k šíření propagandy
Dobré podmínky pro předávání informací pomocí řetězových e-mailů klade obecná přesycenost informacemi a současně potřeba jedince sdílet svůj názor s ostatními. Provázanost přeposlaného sdělení s konkrétní osobou přidává hodnotu osobního doporučení. Řetězové e-maily mívají atributy, které dokáží odolávat přehlcení informacemi, těmi jsou: změna, bizarnost, opakování, a potvrzení toho co si myslím. Právě tyto atributy vzbuzují emoce vedoucí k zapamatování informací. Díky tomu jsou řetězové e-maily výhodným médiem pro šíření dezinformací, hoaxů a manipulativních zpráv. Ne všechny řetězové e-maily jsou dezinformací, hoaxem, nebo manipulací, čehož právě propaganda může využít, protože je maskována mezi množstvím humorných, nebo vzdělávacích zpráv. Uživatelé šířící řetězové e-maily zpravidla vůbec neví o tom, že šíří propagandistický materiál, potažmo že se stali součástí hybridní války.
Podle analýzy Českých elfů vyznění řetězových e-mailů směřuje stejným směrem, jakým míří ruská zahraničně-politická propaganda. Akcent na jednotlivá témata časově koresponduje s tématy toho času publikovanými v médiích šířících ruskou propagandu. Tomu například odpovídá situace z prvního čtvrtletí roku 2021, kdy se šířil dezinformační řetězový e-mail vychvalující ruskou vakcínu proti covidu-19.

## Důsledky řetězových e-mailů
Řetězové e-maily ovlivňují veřejné mínění a jednání převážně u seniorů.
Senior Jaromír Balda, první odsouzený v České republice za teroristický útok, zpětně připustil vliv řetězových e-mailů na jeho jednání v roce 2017, kdy dvakrát pokácel strom na železniční trať, čímž chtěl fingovat teroristický útok islamistů. Pro pořad Terén Kristiny Cirokové se v červenci 2021 vyjádřil: „Já jsem na ně reagoval, někdy jsem je i psal sám a vystupoval jsem pod jménem, Buřič který odmítá plnit sviním koryta.“ Dále sdělil, že řetězové e-maily rozesílal na stovky adres a po návratu z vězení již v jejich rozesílání nepokračuje.